# Ramphotyphlops erycinus
Ramphotyphlops erycinus este o specie de șerpi din genul Ramphotyphlops, familia Typhlopidae, descrisă de Werner 1901. Conform Catalogue of Life specia Ramphotyphlops erycinus nu are subspecii cunoscute.